# Arnold Joseph Pingret

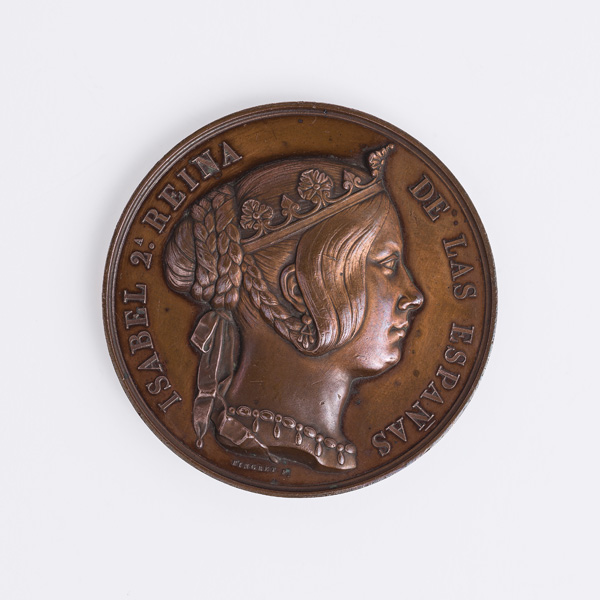
Médaille de l'ordre de San Fernando au régiment d'ingénieurs, 1847.

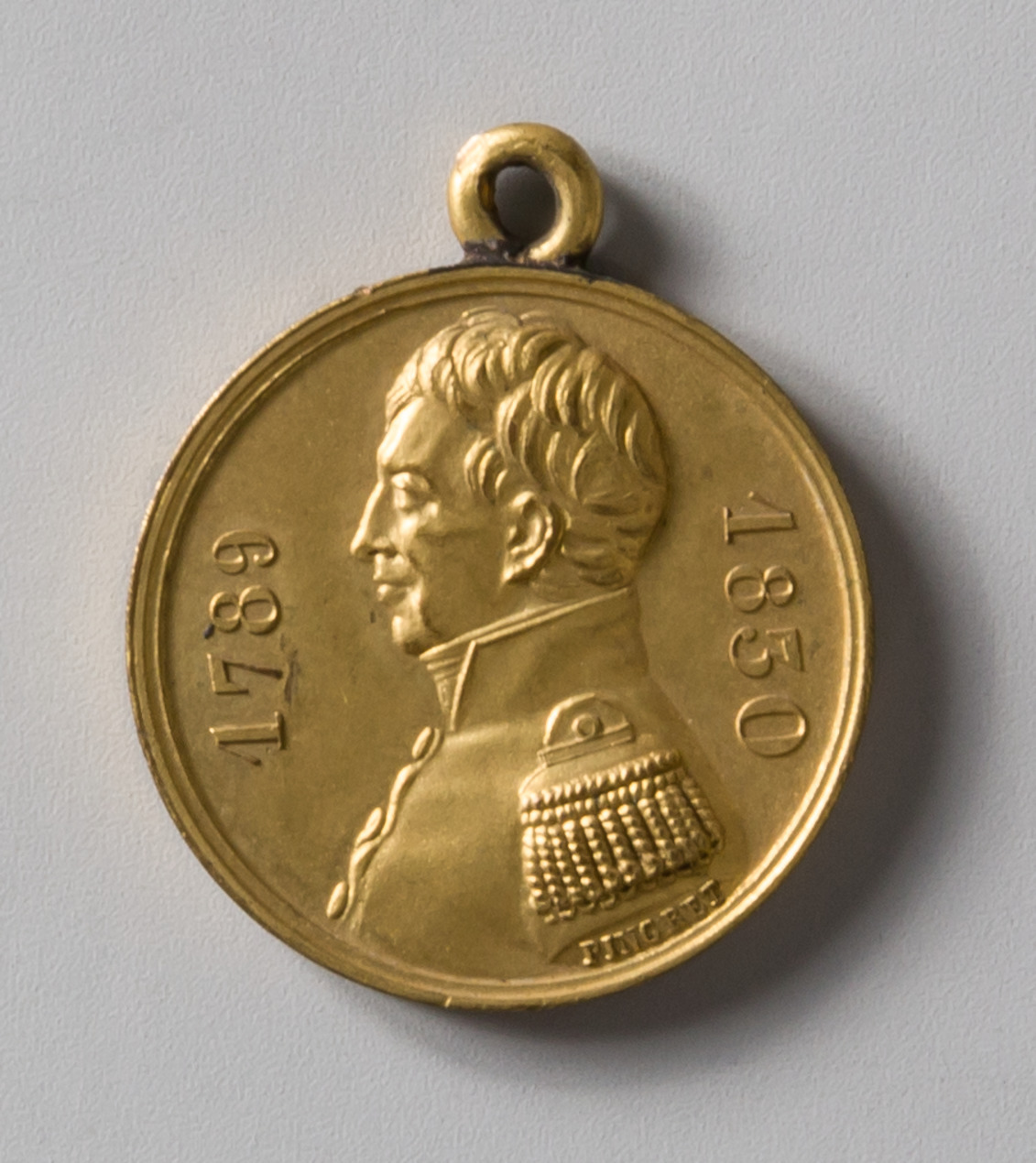
Médaille du marquis de Lafayette

Arnold Joseph Pingret, né le 1er octobre 1798 à Bruxelles et mort le 23 janvier 1862 à Paris, est un graveur-médailleur en numismatique français.

## Biographie
Arnold Joseph Pingret est le fils de Louis Antoine Pingret (1772-1821), préposé aux convois militaires et de Catherine Louise Henriette Levasseur, originaires de Saint-Quentin dans l'Aisne et mariés à Bruxelles, Belgique, en l'an 6 de la république.
Établi à Paris, il est l'époux de Victoire Eulalie Gosselin (1816-1843), fille d'un fabricant de châles allié à la famille Journeaux, marchands d'estampes à Paris. Demeuré veuf, il meurt le 23 janvier 1862 à son domicile situé 5 rue Guénégaud, à proximité immédiate de la Monnaie dans le 6e arrondissement de Paris, à l'âge de 63 ans.
Arnold Pingret est par ailleurs le neveu d'Édouard Pingret (1785-1869), pour sa part artiste peintre et lithographe à Paris. À la fin du XIXe siècle, son petit-fils, Charles Antoine de Boulogne (1864-1940) fait édifier à Boulogne-la-Grasse un château de style néo-médiéval.

## Carrière artistique
Arnold Joseph Pingret suit l'enseignement de Jean François Bosio (1764-1827) et celui de Charles Antoine Amand Lenglet (1791-1855), qui a passé sa jeunesse à Saint-Quentin. Il apparaît tout d'abord comme dessinateur et orne de 24 vues un ouvrage consacré à la bataille de Waterloo (1815), édité à Bruxelles par l'importante maison d'édition Jobard frères.
En France, sculpteur et graveur en monnaies et médailles, il apparaît actif de 1816 à 1858. Sa production artistique porte la trace des grands événements politiques, notamment les révolutions de 1830 et 1848. Elle témoigne également de l'évolution économique et culturelle du pays. Exposant au Salon de Paris de 1821 à 1855, il est nommé membre de l'école des Beaux-Arts.

## Œuvres
À Paris, le département numismatique du Musée Carnavalet conserve une collection d'œuvres d'Arnold Joseph Pingret :

### Jeton
- 1816 : Jeton maçonnique pour la Loge de Saint-Louis de France

### Médaille

#### Médaille à l'effigie d'une personnalité
- 1818 : Benjamin Franklin (1706-1790), écrivain, physicien et diplomate américain
- vers 1825 : Maximilien Sébastien Foy (1775-1825), général, député du département de l'Aisne (1819)
- 1858 : Rachel ou Mademoiselle Rachel (1821-1858), actrice de théâtre

#### Médaille sur la révolution de 1830
- 1830 : Hommage à La Fayette et à la Garde nationale
- 1830 : Journée des Trois Glorieuses, 27-28-29 juillet
- 1830 : Commémoration de la Révolution de 1830
- 1831 : Hommage à La Fayette par les voltigeurs de Chaillot
- 1831 : Rétablissement de la garde nationale de Dunkerque, 28 août 1830
- 1831 : Hommage du 2ème bataillon de chasseurs, 1ère Compagnie à Lafayette, 28 août 1830
- 1831 : Rétablissement de la garde nationale de Dijon, 28 août 1830
- 1831 : Banquet offert au général Lafayette par la 10e Légion, 16 septembre 1830
- entre 1830 et 1834 : Lafayette « défenseur de la liberté des deux mondes »

#### Varia
- 1839 : La Banlieue : assurance mutuelle mobilière
- 1848 : Comptoir national d'Orléans
- 1851 : Exposition quinquennale de la Société d'horticulture pratique du Rhône
- 1853 : La colonisation de l'Algérie
- s.d. : Médailles aux armes de la Ville de Paris
- s.d. : Avoués de la cour d'appel d'Orléans, XIXe siècle
- s.d. : Notaires de l'arrondissement d'Orléans, XIXe siècle
- s.d. : Commission de l'enseignement du dessin à Sceaux, XIXe siècle

### Monnaie
- 1848 : poinçon, coin et essais pour la pièce de 10 centimes de franc de la Deuxième République (concours monétaire)

Le musée du romantisme à Madrid conserve par ailleurs une de ses médailles, datée de 1847.